# Петрашівка (заповідне урочище)
Петраші́вка — заповідне урочище в Україні. Розташоване на території колишньої Петрашівської сільської ради Могилів-Подільського району Вінницької області (Петрашівське лісництво кв. 14, 15, 16). Оголошене відповідно до рішення Вінницького облвиконкому № 580-р від 29.12.1979 р.
За фізико-географічним районуванням України ця територія належить до Ямпільсько-Придністровського району Придністровсько-Подільської області Подільської височини Дністровсько-Дніпровської лісостепової провінції Лісостепової зони. Характерними для цієї ділянки є лісові і лучні остепнені лісостепові ландшафти річкових заплав. З геоморфологічної точки зору описувана територія являє собою заплавні тераси алювіальної акумулятивної рівнини. Клімат території є помірно континентальним. Для нього характерне тривале, нежарке літо, і порівняно недовга, м'яка зима. Середня температура січня становить — 4,5°… -5 °C, липня +20,5°…+20°С. Річна кількість опадів складає 475—500 мм. За геоботанічним районуванням України ця територія належить до Європейської широколистяної області, Східно-Свропейської провінції, Вінницького (Центральноподільського) округу дубово-грабових і дубових лісів. 
Територія заповідного урочища — це комплекс грабово-дубових і грабових лісів на крутих (25-30°) схилах долини річки Мурафа, де утворює мальовничий ландшафт. У деревостані домінують дуб скельний і звичайний, трапляються поодиноко граб, явір, черешня пташина. 
У підліску переважає кизил, поодиноко трапляється глід кривочашечковий, гордовина, свидина кров'яна. У травостані виділяється ядро субсередземноморських світлолюбивих видів, таких як шоломниця висока, лазурник трилопатевий, купина лікарська, медунка м'яка, барвінок трав'янистий та інші. 
Досить звичайними є зірочник лісовий, копитняк європейський, бутель бульбистий, стоколос Бенекена, осока волосиста, фіалка шершава, зеленчук жовтий та інші. 
В урочищі є види, занесені в Червону книгу України, такі як гніздівка звичайна, коручка широколиста, любка зеленоквіткова, клокичка пірчаста. На схилі долини р. Мурафа помітна диференціація рослинності по профілю: у верхній частині схилу домінують дубові ліси кизилово-конвалієві, дещо нижче — кизилово-зірочпнкові, ще нижче — грабово-дубові ліси волосистоосокові.